# Ückerath
Ückerath ist ein Stadtteil der Stadt Dormagen im Rhein-Kreis Neuss im Bundesland Nordrhein-Westfalen mit 2534 Einwohnern (Stand: 2021).

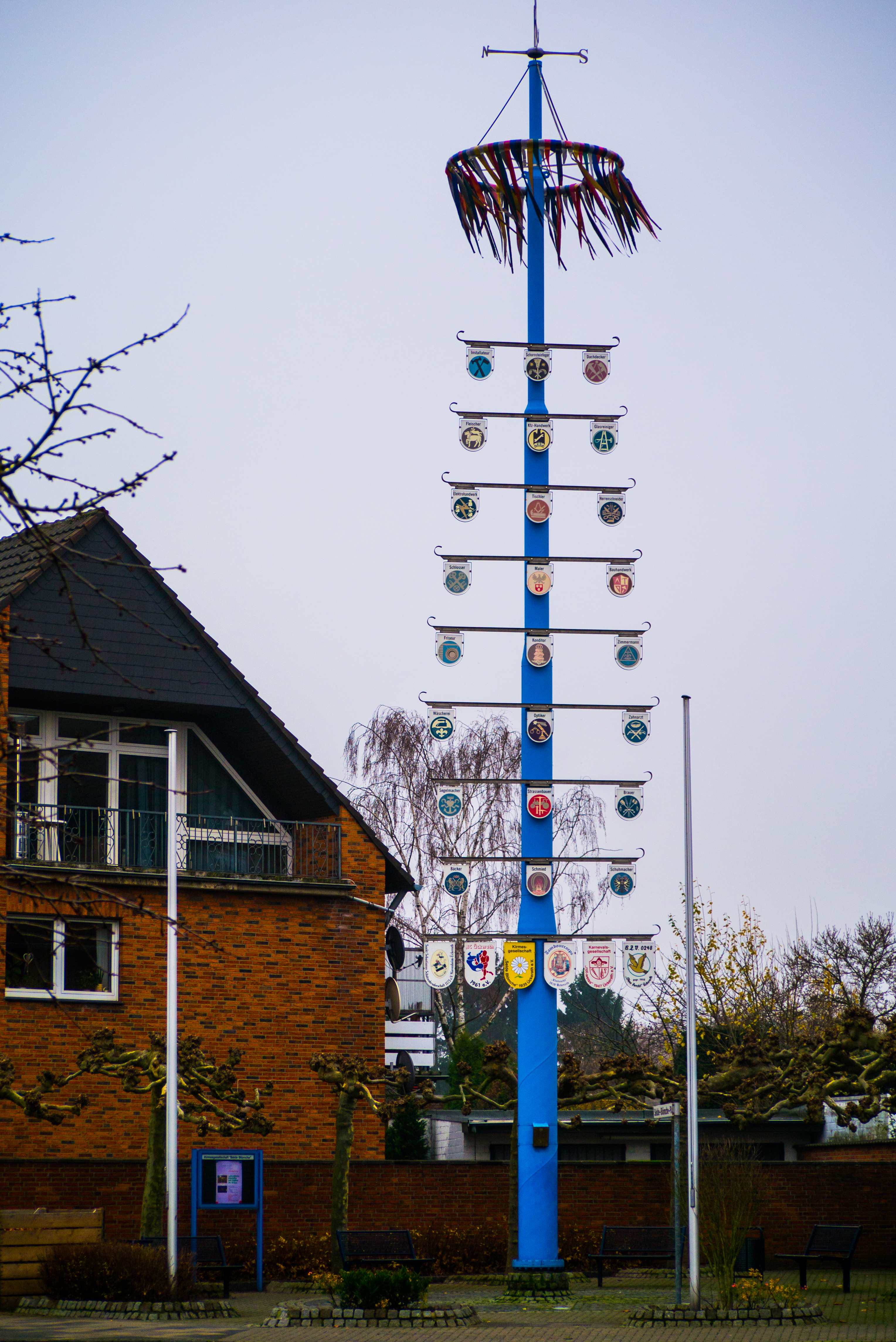
Der Ständebaum ist der Ortsmittelpunkt

## Lage
Ückerath grenzt im Osten an Nievenheim, wobei die Grenzen zwischen den Ortsteilen Nievenheim und Ückerath nicht klar festgelegt und keinesfalls historisch gewachsen sind. Selbst alteingesessene Bewohner streiten sich manchmal untereinander, ob sie in diesem oder jenem Ortsteil wohnen. Die Grenze zwischen Nievenheim und Ückerath befindet sich heute in Höhe Heerstraße/Südstraße.

## Geschichte
Unter dem Namen Okerode wird die Ansiedlung Ückerath 1197 erstmals urkundlich erwähnt. Kurioserweise findet sich die erste Quelle zum Mühlenbusch erst 1224 unter dem Namen Mulenbruch. Dennoch besteht kein Zweifel, dass zuerst der Wald da war und nicht das Dorf.
Eine zentrale Rolle in der Ortshistorie spielte der Fronhof Eppinghoven, aus dem der spätere Claßhof hervorgegangen sein könnte, der sich vermutlich am Ende der heutigen Forsthausstraße befand und im frühen 17. Jahrhundert als „Claiß Halfe“ in den Quellen auftaucht.
Damals gab es in Ückerath mindestens neun Bauernhöfe – die Landwirtschaft prägte das Dorf bis ins 20. Jahrhundert. Kriege haben im 17. und 18. Jahrhundert Ückerath in Mitleidenschaft gezogen.
Auch das Ende des Zweiten Weltkriegs forderte Opfer: Ursächlich war, dass sich in Ückerath Munitionsdepots befanden.
Ückerath war seit 1815 ein Teil der Bürgermeisterei und der Gemeinde Nievenheim. 1927 erfolgte die Umbenennung der Bürgermeisterei Nievenheim in Amt Nievenheim. Seit dem 1. Januar 1975 ist Ückerath ein Teil der Stadt Dormagen.

## Kultur und Freizeit
- AC Ückerath 1961 e. V.
- Karnevalsgesellschaft „rot-weiß“ 1947 Ückerath e. V.
- Kirmesgesellschaft Selde Blömche 1935 e. V.
- Tambourcorps „Eintracht“ 1920 Ückerath e. V.

## Öffentlicher Nahverkehr
Ückerath ist mit den Linien 883, 884, 885, WE1 und NE1 (Südstraße) an das Netz des StadtBus Dormagen angeschlossen.

## Medien
- Neuss-Grevenbroicher-Zeitung – regionale Tageszeitung, Neusser Zeitungsverlag GmbH, zu Rheinische Post gehörig
- Westdeutsche Zeitung Düsseldorf, Lokalredaktion Kreis Neuss – regionale Tageszeitung, Verlag W. Girardet KG
- Schaufenster – lokales Anzeigenblatt (Dienstag & Samstag), Neusser Druckerei und Verlag GmbH
- Rheinischer Anzeiger – lokales Anzeigenblatt (Mittwoch), Neusser Druckerei und Verlag GmbH
- NEWS89.4 – lokaler Radiosender, zu Neusser Druckerei und Verlag GmbH gehörig

## Bildung
- Kindertageseinrichtung „Krümelkiste“
- Salvator-Grundschule